# Channing Peake
Channing Peake (* 24. Oktober 1910 in Marshall, Colorado; † 31. Mai 1989 in Santa Barbara, Kalifornien) war ein US-amerikanischer Maler, Zeichner und Rancher, der für seine Verbindung von moderner Kunst mit Motiven des amerikanischen Westens bekannt wurde. Er war vor allem in Kalifornien tätig und verband sein künstlerisches Schaffen eng mit seiner Tätigkeit als Ranchbesitzer und Züchter von American Quarter Horses.

## Leben
Nach einem Stipendium an der California School of Arts and Crafts in Oakland wechselte Channing Peake an die Santa Barbara School of the Arts, wo er unter anderem mit dem Western-Künstler Ed Borein zusammenarbeitete. In dieser Zeit lernte er Joe De Yong kennen, Schüler und Nachlassverwalter von Charles M. Russell, der Peake mit Maynard Dixon bekannt machte. In den 1930er Jahren absolvierte Channing Peake eine künstlerische Ausbildung in Mexiko, wo er unter anderem als Assistent von Diego Rivera an einem Wandgemälde im Nationalpalast in Mexiko-Stadt arbeitete. Später arbeitete er auch im Rahmen des Works Progress Administration (WPA) Programms in den USA an einem Wandgemälde in der Pennsylvania Station in New York unter der Leitung von Rico Lebrun.
1938 heiratete Channing Peake Catherine „Katy“ Schott und kaufte mit ihr die Rancho Jabali im Santa Ynez Valley nördlich von Santa Barbara, Kalifornien. Dort widmete sich das Ehepaar der Rinder- und Pferdezucht und baute ein Zuchtprogramm für American Quarter Horses auf. Ausgangspunkt waren zehn Stuten–- fünf von der Greene Cattle Company in Arizona und fünf von Duwain Hughes aus Texas. 1943 erwarben die Peakes den Hengst Driftwood, der später als einer der bedeutendsten Quarter Horse Zuchthengste des 20. Jahrhunderts gelten sollte. 2006 wurde Driftwood posthum in die American Quarter Horse Hall of Fame aufgenommen.

### Künstler und Cowboy
In den 1940er und 1950er Jahren teilte Peake seine Zeit zwischen der Führung der Ranch, der Erziehung seiner Familie und der Verfolgung seiner künstlerischen Interessen auf. In dieser Zeit entwickelte er seine eigene Vision und seinen ganz persönlichen Stil. Im Zentrum seines Schaffens stand in diesen Jahren eine tiefe Faszination für die Formen, die er auf der Ranch und in der umgebenden Landschaft beobachtete – die Linien und Volumen der Santa Ynez Mountains, die Geometrie der Ranchgebäude im Tal, die exzentrischen, kantigen Formen der landwirtschaftlichen Geräte, die Cowboys bei der Arbeit und natürlich die allgegenwärtigen Tiere. Ausgehend von diesen Formen und innerhalb eines lockeren, vom Kubismus abgeleiteten Rahmens abstrahierte er sie frei. Die Farbe wird zum wichtigsten kompositorischen Mittel und zu einem starken Ausdrucksträger. Die Objekte verlieren ihre ursprüngliche Identität, denn Channing Peake praktiziert das Malen als einen Akt der Verwandlung, als eine Art alchemistisches Abenteuer. Dabei achtete er stets auf ein ausgewogenes Verhältnis zwischen Tierhaltung und Malerei. Für ihn gab es keine Trennung zwischen diesen beiden Aktivitäten; er liebte beide und fand, dass sie miteinander vereinbar waren und sich ergänzten. Während Peake im Kubismus nach nützlichen Strukturelementen suchte, fühlte er sich auch vom Abstrakten Expressionismus angezogen. Die New Yorker Bewegung übte zu der Zeit, als Channing Peake seine persönliche Bildsprache entwickelte, einen starken Einfluss auf die amerikanische Kunst aus. Seine animierten Darstellungen mechanischer Objekte in den späten 1940er und 1950er Jahren lassen auch ein Interesse am Biomorphismus erkennen. Gleichzeitig fertigte Channing Peake weiterhin gegenständliche Zeichnungen an. Seine Liebe zur Anatomie und zur Zeichenkunst zeigt sich in den Tuschezeichnungen von Cowboys und Rindern auf der Rancho Jabali.
1951 hatte Peake eine Einzelausstellung in der Van Romberg Gallery des Santa Barbara Museum of Art. Frank Perls interessierte sich zunehmend für Peakes Werk, stellte ihn 1953 in einer weiteren Ausstellung aus und lud Channing Peake ein, ihn auf einer Einkaufstour durch Europa zu begleiten. Im selben Jahr machte Perls Peake mit Pablo Picasso und Françoise Gilot in deren Haus in Vallauris an der Côte d’Azur in Südfrankreich bekannt. Laut Perls machte Peake einen guten Eindruck auf Picasso. Ihre Verbindung könnte durch die gemeinsame Liebe zum Zeichnen von Pferden und Stieren verstärkt worden sein. Channing Peake schenkte Picasso einen Cowboyhut, über den sich der legendäre Künstler sehr freute und der auf einer Reihe von Fotos aus dieser Zeit zu sehen ist. Frank Perls machte Peake später mit vielen anderen berühmten Künstlern bekannt, darunter Rufino Tamayo und Man Ray. In den 1950er Jahren pflegte Channing Peake enge Freundschaften mit zahlreichen Schauspielern, darunter Gregory Peck, Mel Ferrer und Audrey Hepburn, und seine Werke wurden von Persönlichkeiten wie Edward G. Robinson, Vincent Price, Patricia Neal, Dorothy McGuire und Anne Baxter gesammelt. Für einige dieser Hollywood-Größen wurde Rancho Jabali zu einem attraktiven Zufluchtsort, an dem sie sich vor den neugierigen Blicken von Reportern und Fans entspannen konnten. Channing Peake blieb zeitlebens der kalifornischen Kunstszene verbunden und pflegte enge Beziehungen zu Künstlern wie Howard Warshaw und Rico Lebrun, die regelmäßig auf seiner Ranch zu Gast waren. 1979 heiratete er Cherie Raber, mit der er bis zu seinem Tod 1989 zusammenlebte.
Zu seinem Gedenken fand 1999 die Ausstellung Implementations: Farm Machinery & Other Images of Ranch Life statt, in der seine Werke sowie Arbeiten von Howard Warshaw und Rico Lebrun gezeigt wurden.